# Yidao (köpinghuvudort i Kina, Shandong Sheng, lat 37,23, long 120,16)
Yidao (kinesiska: 驿道, 驿道镇) är en köpinghuvudort i Kina. Den ligger i provinsen Shandong, i den östra delen av landet, omkring 290 kilometer öster om provinshuvudstaden Jinan. Antalet invånare är 46 682. Befolkningen består av 23 243 kvinnor och 23 439 män. Barn under 15 år utgör 9,0 %, vuxna 15-64 år 74 %, och äldre över 65 år 15,0 %.
Runt Yidao är det tätbefolkat, med 459 invånare per kvadratkilometer. Närmaste större samhälle är Zhuqiao, 15,8 km norr om Yidao. Trakten runt Yidao består till största delen av jordbruksmark.
Genomsnittlig årsnederbörd är 801 millimeter. Den regnigaste månaden är juli, med i genomsnitt 317 mm nederbörd, och den torraste är januari, med 11 mm nederbörd.